# Băbești
Băbești (węg. Kisbábony) – wieś w Rumunii, w okręgu Satu Mare, w gminie Halmeu. W 2011 roku liczyła 417 mieszkańców. 